# August Wilhelm von Babo

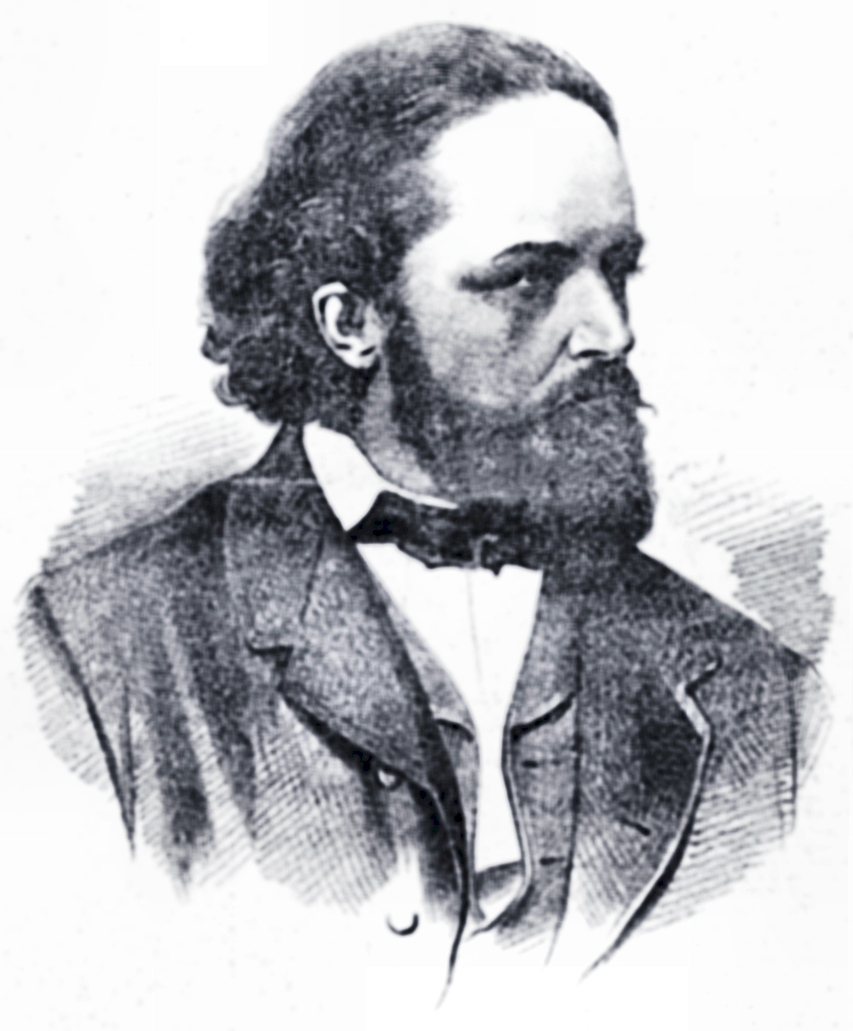
August Wilhelm Freiherr von Babo um 1884

August Wilhelm Reichsfreiherr von Babo (* 28. Jänner 1827 in Weinheim; † 16. Oktober 1894 in Weidling bei Klosterneuburg) war ein deutsch-österreichischer Weinbauforscher sowie Direktor der österreichischen Weinbauschule in Klosterneuburg. Er selbst war badischer Herkunft.

## Leben und Wirken
August Wilhelm von Babo war der Sohn des Reichsfreiherrn Lambert Joseph von Babo und dessen zweiter Ehefrau Emilie Geib. Der Chemiker Lambert Heinrich von Babo war sein Halbbruder, der Agrikulturchemiker und Önologe Edmund Mach sein Schwiegersohn.
Von Babo studierte an den Hochschulen Heidelberg und Freiburg Landwirtschaft. Später besuchte er zur Fortbildung weitere landwirtschaftliche Anstalten und war an der landwirtschaftlichen Lehranstalt Weinheim tätig. Danach übernahm er die Leitung des Versuchsweingartens der Hochschule Karlsruhe, wo er sechs Jahre tätig war. 1860 wurde er zum Direktor der im selben Jahr gegründeten Obst- und Weinbauschule in Klosterneuburg berufen, der heutigen Höheren Bundeslehranstalt und Bundesamt für Wein- und Obstbau. Dieses Amt hatte er bis 1893, dem Ende seiner beruflichen Tätigkeit, inne. Unter seiner Ägide wuchs die Weinbauschule zu einer Fachschule ersten Ranges der österreichisch-ungarischen Monarchie.
Am 27. März 1852 heiratete von Babo Auguste Margarethe Bender. Um 1870 starb seine Ehefrau und am 7. September 1875 heiratete er Elise Hartig. Mit beiden Ehefrauen hatte er eine Tochter und vier Söhne.

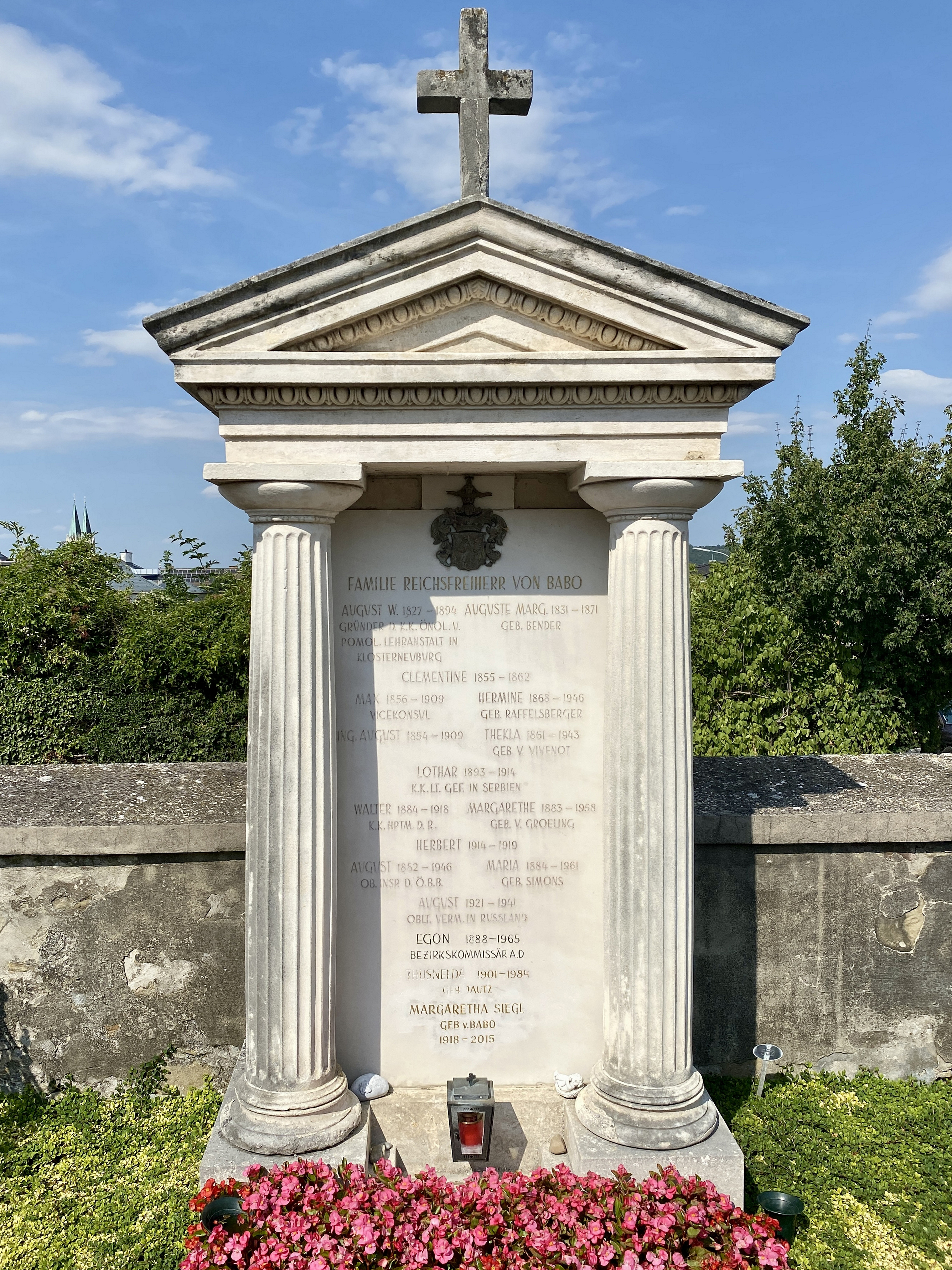
Grab von August Wilhelm von Babo

1893 wurde er auf eigenes Ersuchen in den Ruhestand versetzt. Er starb im Alter von 67 Jahren, am 16. Oktober 1894, in Weidling bei Klosterneuburg und wurde auf dem Oberen Stadtfriedhof bestattet.
Er selbst stiftete die Babo-Medaille für Verdienste im Weinbau.

## Bedeutung
Von Babos Bedeutung gründet auf dessen umfassender Förderung des Weinbaus und der Erweiterung der Ausbildung und Forschung in der Klosterneuburger Weinbauschule.
1861 entwickelte Babo das von Karl Josef Napoleon Balling erfundene Saccharometer weiter zur Klosterneuburger Mostwaage, die noch heute zur Messung des Zuckergehalts im Most verwendet wird.
Er kämpfte seit Ausbruch der Reblauskatastrophe gegen diese Gefahr für den Weinbau an. Seinem Vorschlag ist es zu verdanken, dass der Weinbau auf eine Unterlage aus reblausresistenten nordamerikanische Reben umgestellt wurde. Ironie des Schicksals ist, dass die Reblaus auf eben den amerikanischen Reben über Großbritannien nach Österreich-Ungarn eingeschleppt wurde, die Babo 1868 zu Versuchszwecken – bei der Suche nach Lösungen im Kampf gegen den Mehltau – nach Österreich einführte. (Ab 1863 war die Reblaus schon in Frankreich nachgewiesen.) Dadurch waren zu manchen Zeiten die Anfeindungen gegen ihn so groß, dass er nur mit Gendarmeriebegleitung den Weg von seiner Wohnung zur Weinbauschule zurücklegen konnte.

## Hauptwerke
Von Babo redigierte von 1854 bis 1857 das Landwirtschaftliche Correspondenzblatt für das Großherzogtum Baden und war der Herausgeber mehrerer Fachzeitschriften. Darüber hinaus hat er einige Standardwerke über Weinbau und Önologie verfasst und herausgegeben:
- Handbuch des Weinbaues und der Kellerwirtschaft (1881–1882), zusammen mit Edmund Mach. (Standardwerk mit 5 Auflagen)
- Kultur und Beschreibung der amerikanischen Weintrauben (1885)
- Landwirtschaftliche Tafeln für Obst- und Weinbau, Kellerwirtschaft und Düngerlehre (1863)
- Landwirtschaftliche Tafeln II: Tabakbau, Weinbau. Wien: Anton Hartinger & Sohn 1869.